# ظاهرة العالم الصغير

نموذج لست درجات من التباعد

ظاهرة العالم الصغير مصطلح أو مفهوم طوره عالم الاجتماع ستانلي ملغرام يقول أن أي شخص في العالم يمكن أن نربطه بعلاقة مع أي شخص آخر وذلك عبر سلسلة علاقات قصيرة جداً بين عدة أفراد. في بعض الكتابات يذكر أنه يمكن الربط بين شخصين عبر مجموعة أشخاص يكون عدد أفرادها أقصاه 8 أشخاص. إلا أن هذه النظرية تواجه العديد من الانتقادات والتشكيك في صحتها. في سنة 2008 قام كل من العالمين جوري ليسكوفيك وإيريك هورفيتز بدراسة الظاهرة عبر تجربة على مستخدمي نظام دردشة ويندوز بطريقة رياضياتية عبر تمثيل الأشخاص برؤوس مخططات والعلاقات بالمتجهات بينها وكانت الشبكة التي أجريت عليها التجربة تضم 180 مليون رأس و 9 مليارات متجه. وقد تمكن العالمان من البرهنة التجريبية على هذه الظاهرة.